# Tæbring Sogn
Tæbring Sogn er et sogn i Morsø Provsti (Aalborg Stift).
I 1800-tallet var Ovtrup Sogn og Rakkeby Sogn annekser til Tæbring Sogn. Alle 3 sogne hørte til Morsø Sønder Herred i Thisted Amt. Tæbring-Ovtrup-Rakkeby sognekommune blev ved kommunalreformen i 1970 indlemmet i Morsø Kommune.
I Tæbring Sogn ligger Tæbring Kirke.
I sognet findes følgende autoriserede stednavne:
- Birkkær (bebyggelse)
- Tæbring (bebyggelse, ejerlav)